# Тьєррі Віньєрон
Тьєррі Жорж Віньєрон (фр. Thierry Georges Vigneron, нар. 9 березня 1960) — французький легкоатлет, олімпійський чемпіон, світовий рекордсмен.
Учасник Московської олімпіади 1980 року (тоді переміг поляк Владислав Козакевич, встановивиши світовий рекорд — 5 м 78 см, а після переможного стрибка зробив жест Козакевича).
31 серпня 1984 року на змаганнях «Ґолден Ґала» (Golden Gala) в Римі встановив новий світовий рекорд, але через 4 хвилини радянський стрибун Сергій Бубка перевершив цей результат.

## Виступи на Олімпіадах
| Олімпіада         | Дисципліна         | Місце     |
| ----------------- | ------------------ | --------- |
| Москва 1980       | стрибки з жердиною |           |
| Лос-Анджелес 1984 | стрибки з жердиною | 3 ! [ 4 ] |
| Сеул 1988         | стрибки з жердиною |           |